# Xkcd

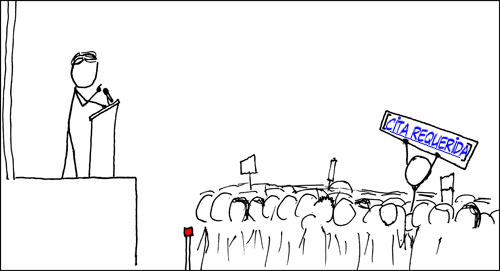
"Wikipedian Protester", pide referencias a un político a la manera de "cita requerida" de Wikipedia.

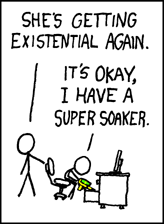
"Se está poniendo existencial otra vez..." "No pasa nada, llevo mi súper pistola de agua."

xkcd es una historieta web creada por Randall Munroe, un diseñador de robots de la NASA, natural de Chesterfield, Virginia (actualmente vive en Somerville, Massachusetts). Autodenominado «un cómic web de romance, sarcasmo, matemáticas y lenguaje» (a webcomic of romance, sarcasm, math, and language).
Los temas de las tiras varían. Algunos son declaraciones sobre la vida y el amor, y otras son bromas internas de ciencia o matemáticas. Algunas son de un humor simple o con referencias a la cultura pop. A pesar de que el estilo de los dibujos es muy simple y los personajes que aparecen están dibujados como hombres palo, a veces se muestran paisajes característicos, intrincados patrones matemáticos como fractales, o imitaciones del estilo de otros dibujantes (como en la semana de la parodia).
La tira está disponible bajo licencia Creative Commons Attribution-NonCommercial 2.5 License. Las nuevas tiras aparecen los lunes, miércoles y viernes durante la medianoche. A veces se actualiza con más frecuencia para ocasiones especiales.

## Historia
El cómic empezó en septiembre de 2005 cuando Munroe decidió escanear los garabatos que había hecho en sus libretas del colegio y ponerlos en su página web. Finalmente el cómic se mudó a su propia web, donde Munroe comenzó a vender camisetas basadas en el cómic. Actualmente Munroe está trabajando en el cómic a tiempo completo, haciendo de xkcd un cómic autosuficiente.
xkcd no es un acrónimo, y Munroe no le da ningún significado al nombre, excepto como una broma dentro del cómic. El afirma que en principio xkcd fue un alias que seleccionó como una combinación de letras que no significase nada, no confundible y fonéticamente impronunciable.
El 23 de septiembre de 2007, cientos de personas se encontraron en las coordenadas mencionadas en una de las tiras (42°23′44″N 71°07′50″O / 42.39561, -71.13051). Los fanes se reunieron en un parque en North Cambridge, Massachusetts, donde el autor de las tiras apareció.

## La vida imitando axkcd

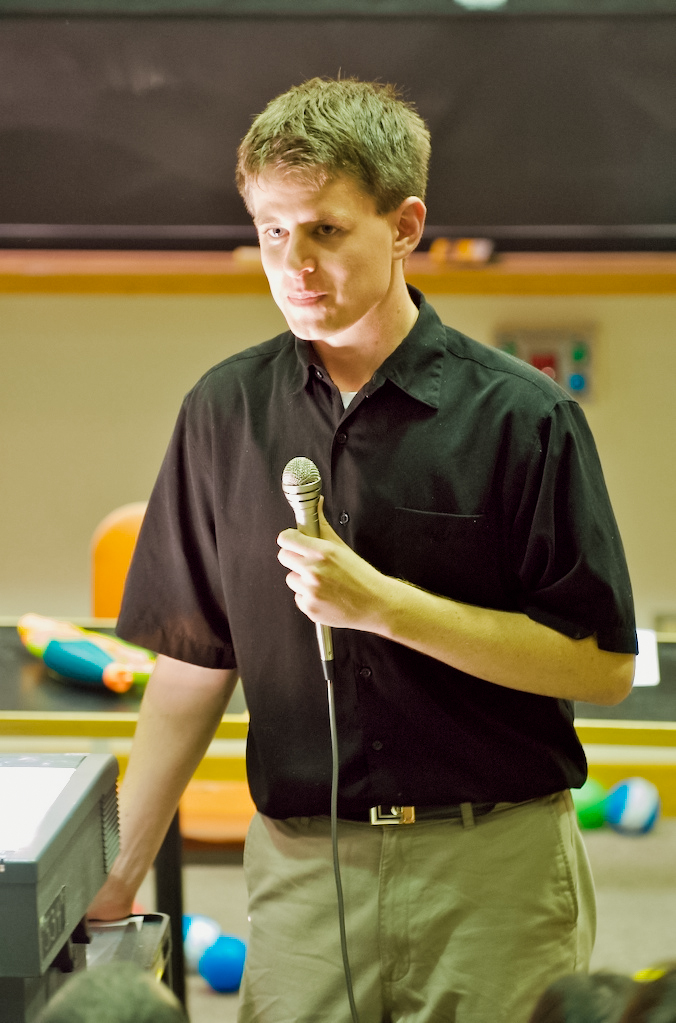
Randall Munroe.

En varias ocasiones, los fanes han sido motivados por los cómics de Munroe para llevar a cabo, en la vida real, algunos temas de algunas de las tiras. Algunos notables ejemplos son:
- Richard Stallman es "atacado" por estudiantes vestidos de ninjas que luego le hacen entrega de una katana antes de una charla en la Yale Political Union. Inspirado por Open Source
- Cuando Cory Doctorow ganó el premio 2007 EFF Pioner Award, los presentadores le dieron una capa roja, unas gafas y un globo. Inspirado por Blagofaire.
- Ha habido casos de lectores de xkcd colando tableros de ajedrez en una montaña rusa. Inspirado por Chess Photo
- Un lector de xkcd creó un programa que deja una nota amorosa en el master boot record. Inspirado en fight
- Munroe en una ocasión pidió a los lectores de la historieta que contribuyeran con fotos de ellos mismos tocando la guitarra eléctrica mientras se bañaban, esto en la página wetriffs.com, inspirado en el cómic rule 34
- Durante el 24.º congreso del Chaos Computer Club en Berlín en diciembre de 2007 se celebró en ausencia de menores, cámaras y medios de comunicación, un concurso denominado "Rule 34 contest: There is porn of it", inspirado en la tira anterior, donde los concursantes debían encontrar en Internet pornografía basada en temas raros elegidos por la organización.
- Basándose en el texto alternativo del comic 903 Las personas modifican las categorías de Wikipedia para que se cumpla la regla que dice "Si en cualquier artículo de Wikipedia (en inglés) se hace click repetidas veces en el primer link (que no esté entre parentesis, o en cursiva), en algún momento se llegará a la palabra "filosofía".

Ej:
Grizzly Bear ->
Subspecies ->
Biological classification ->
Biologist ->
Scientist ->
System ->
Cybernetics ->
Interdisciplinarity ->
List of academic disciplines ->
Academia ->
Community ->
Group ->
Group (mathematics) ->
Mathematics ->
Quantity ->
Property (philosophy) ->
Modern philosophy ->
Philosophy